# فيروس رافن
فيروس راڤن (RAVV) هو فيروس قريب للفيروس الشائع المعروف فيروس ماربورغ. يسبب هذا الفيروس داء فيروس ماربورغ في الإنسان والرئيسيات غير البشرية، وهذا المرض هو شكل من أشكال الحمى النزفية الفيروسية. RAVV هو عامل اختيار، منظمة الصحة العالمية مجموعة المخاطرة المُمرِضة (تتطلب المستوى الرابع من مكافئ الاحتواء)، معاهد الصحة الوطنية الأمريكية/تصنيف A من مسببات الأمراض ذات الأولوية حسب معهد الحساسية والأمراض المعدية الوطني، مراكز مكافحة الأمراض واتقائها تصنيف A كعامل إرهاب بيولوجي، ومدرج كعامل بيولوجي لمراقبة الصادرات من قبل مجموعة أستراليا.

## المصطلح
فيروس راڤن (ويختصر اليوم RAVV، لكنه اعتبر لاحقاً متطابقاً مع فيروس ماربورغ) ووصف للمرة الأولى عام 1996. اليوم، يُصنّف الفيروس كأحد عضوين في «عائلة فيروس ماربورغ» حسب اللجنة الدولية لتصنيف الفيروسات، وهي الفيروسات السلبية الأحادية والفيروسات الخيطية. اشتق اسم فيروس راڤن من "Ravn" وهو اسم المريض الدنماركي الذي تم عزل الفيروس منه للمرة الأولى.

## التعيينات السابقة
تمّ تعريف فيروس رافن للمرة الأولى كنوع فرعي جديد من فيروس ماربورغ عام 1996. عام 2006، كشف تحليل شامل للجينوم لجميع عائلة فيروسات ماربورغ وجود خمسة أنساب وراثية متميزة. اختلفت جينومات العينات المعزولة من أربعة من هذه الأنساب عن بعضها البعض بنسبة 0-7.8% فقط على مستوى النيوكلوتيدات، في حين أن عيّنة السلالة الخامسة، بما في ذلك النوع الفرعي الجديد، تختلف عن تلك السلالات الأخرى بنسبة تصل إلى 21.3%. نتيجة لذلك، أعيد تصنيف السلالة الوراثية الخامسة كفيروس، فيروس رافن (RAVV)، متميزاً عن الفيروس الذي تمثّله الأنساب الأربعة الأكثر ارتباطاً، فيروس ماربورغ (MARV).

## المرض
فيروس رافن هو أحد نوعين من عائلة فيروس ماربورغ المسببة لداء فيروس ماربورغ في البشر (يشار له بحمى ماربورغ النزفية). لا يمكن تمييز الحمى النزفية التي يسببها فيروس رافن عن تلك التي يسببها فيروس ماربورغ من خلال الملاحظة السريرية وحدها. في الماضي، تسبب فيروس رافن في حالات تفشي حمى ماربورغ النزفية التالية:
| السنة     | الموقع الجغرافي                                        | الإصابات\الوفيات البشرية (معدل الإصابات-الوفيات) |
| 1987      | كينيا                                                  | 1/1 (100%) |
| 1998–2000 | دوربا (الكونغو) and واتسا، جمهورية الكونغو الديمقراطية | (؟ تم تسجيل 154 حالة و128 وفاة بسبب داء فيروس ماربورغ خلال هذه الفاشية، وبلغت نسبة حالات الوفاة 83%. نتجت الحالات عن فيروسي مارفن وماربورغ، ولم يُنشر أبداً عدد الحالات والوفيات التي تسبب بها فيروس رافن وحده) |
| 2007      | أوغندا                                                 | 0/1 (0%) |

## البيئة
عام 2009، تم الإبلاغ عن عزل ناجح لفيروس رافن من خفاش الفاكهة المصري معافى. هذا العزل، جنباً إلى جنب مع عزل فيروس ماربورغ، يشير بقوة إلى أن خفاشيات العالم القديم تشارك في الحفاظ الطبيعي على عائلة فيروسات ماربورغ. هناك حاجة إلى مزيد من الدراسات لتحديد ما إذا كانت خفافيش الفاكهة المصرية مضيفة فعلية لفيروس RAVV وMARV أو ما إذا كانت تصاب بهذه الفيروسات عن
طريق التواصل مع حيوان آخر، وبالتالي تخدم كمستضيف وسيط فقط.[بحاجة لمصدر]

## مطالعة إضافية
- Klenk، Hans-Dieter (1999)، Marburg and Ebola Viruses. Current Topics in Microbiology and Immunology, vol. 235، Berlin, Germany: Springer-Verlag، ISBN:978-3-540-64729-4
- Klenk، Hans-Dieter؛ Feldmann، Heinz (2004)، Ebola and Marburg Viruses - Molecular and Cellular Biology، Wymondham, Norfolk, UK: Horizon Bioscience، ISBN:978-0-9545232-3-7
- Kuhn، Jens H. (2008)، Filoviruses - A Compendium of 40 Years of Epidemiological, Clinical, and Laboratory Studies. Archives of Virology Supplement, vol. 20، Vienna, Austria: SpringerWienNewYork، ISBN:978-3-211-20670-6
- Martini، G. A.؛ Siegert، R. (1971). Marburg Virus Disease. Berlin, Germany: Springer-Verlag. ISBN:978-0-387-05199-4.
- Ryabchikova، Elena I.؛ Price، Barbara B. (2004)، Ebola and Marburg Viruses - A View of Infection Using Electron Microscopy، Columbus, Ohio, USA: Battelle Press، ISBN:978-1-57477-131-2

## وصلات خارجية
- International Committee on Taxonomy of Viruses (ICTV)